# Клоака Максима
Клоака Максима (на латински: Cloaca Maxima) е името на големия подземен канал, обслужващ Римския форум и изливащ се в река Тибър. Тарквиний Приск започва строежа на канала през 7- 6 век пр.н.е..
Основното предназначение на канала е било да пресуши блатистата местност, намираща се между хълмовете Есквилин, Виминал и Квиринал. Конструирането на това съоръжение е станало наложително заради нарастващото население на Рим. В началото Клоака Максима представлява просто отворен канал, служещ за отвеждане на подпочвените води. През векове системните подобрения го превръщат в истински подземен канал, завършен окончателно през 2 век пр.н.е..
Каналът е достигал дължина приблизително 800 метра, започвайки от Аржилет (Argiletum), където събира дъждовна вода, минавайки под Римския форум и изливайки се в Тибър. Големината на канала варира в различните му части: в крайната част при Тибър е широк 4,5 метра и е 3,6 метра висок. 20-на други канала се вливат в него по цялото му протежение.
|  | Тази страница частично или изцяло представлява превод на страницата Cloaca Maxima в Уикипедия на френски. Оригиналният текст, както и този превод, са защитени от Лиценза „Криейтив Комънс – Признание – Споделяне на споделеното“, а за съдържание, създадено преди юни 2009 година – от Лиценза за свободна документация на ГНУ. Прегледайте историята на редакциите на оригиналната страница, както и на преводната страница, за да видите списъка на съавторите. ВАЖНО: Този шаблон се отнася единствено до авторските права върху съдържанието на статията. Добавянето му не отменя изискването да се посочват конкретни източници на твърденията, които да бъдат благонадеждни. |